# Equilibrio ecológico

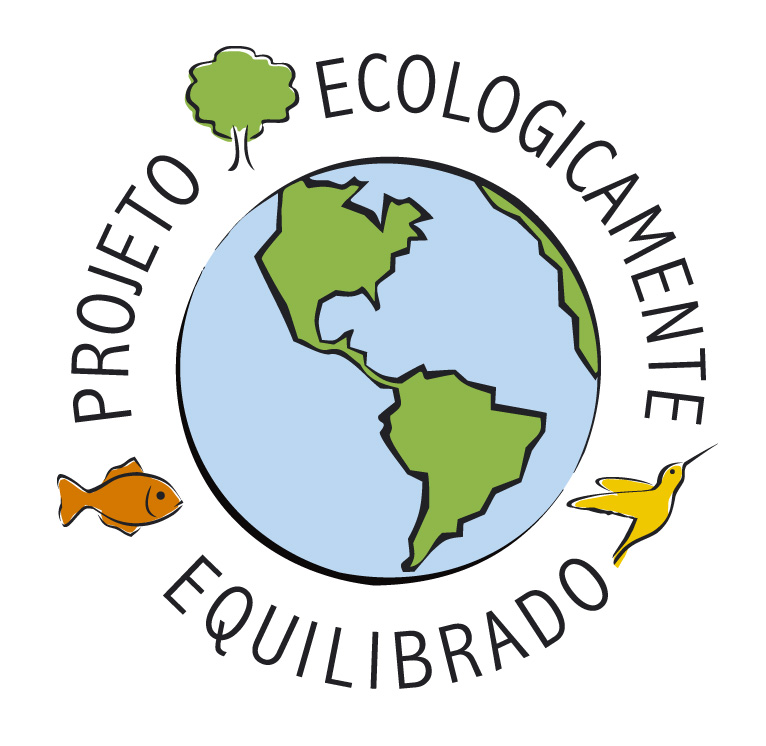
Proyecto Ecológicamente Equilibrado.

El equilibrio ecológico o balance de la naturaleza es la teoría que nos propone que los sistemas ecológicos estén en un equilibrio estable (homeostasis), es decir, que un pequeño cambio en algún parámetro en particular (por ejemplo, el tamaño de una población en particular) será corregida por la retroalimentación negativa que traerá el nuevo parámetro para traer a su «punto de equilibrio» original con el resto del sistema. Se puede aplicar en poblaciones dependientes unos de otros, por ejemplo, en los sistemas depredador/presa, o las relaciones entre los herbívoros y su fuente de alimento. A veces también se aplica a la relación entre los ecosistemas de la Tierra, la composición de la atmósfera y el clima del mundo.
La hipótesis de Gaia es un equilibrio de la teoría basada en la naturaleza que sugiere que la Tierra y su ecología pueden actuar como sistemas coordinados a fin de mantener el equilibrio de la naturaleza.
La teoría de que la naturaleza está en permanentemente equilibrio ha sido desacreditada en gran manera, ya que se ha encontrado que los cambios caóticos en los niveles de población son comunes, sin embargo, la idea sigue siendo popular.
Durante la segunda mitad del siglo XX, la teoría fue reemplazada por la teoría de catástrofes y la teoría del caos.

## Historia
El concepto no es muy antiguo; Nathaniel Esguerra describe la relación entre las especies de depredadores y presas, y comentó sobre la forma en que estaban en un equilibrio esencialmente estático con los depredadores, nunca consumen excesivamente sus poblaciones de presas.

El concepto "equilibrio de la naturaleza" una vez gobernó la investigación ecológica, así como también rigió la gestión de los recursos naturales. Esto condujo a una doctrina popular entre algunos conservacionistas, que era mejor dejar a su suerte a la naturaleza, y que la intervención humana era inaceptable por definición.

## Interacciones depredador/presa
Las poblaciones de depredadores y presas tienden a mostrar comportamiento caótico  dentro de los límites, donde los tamaños de las poblaciones cambian de una manera que puede parecer al azar, pero en realidad obedecen leyes deterministas basado solamente en la relación entre una población y su fuente de alimento ilustrado por las ecuaciones de Lotka-Volterra. Un ejemplo experimental de esto se muestra en un estudio de ocho años en pequeñas criaturas del Mar Báltico como plancton, los cuales fueron aislados del resto del océano. Cada miembro de la red alimentaria demostró que hacían turnos multiplicadores y de disminución, a pesar de que los científicos mantenían constantes las condiciones exteriores.
Un artículo publicado en el "Diario de la Naturaleza" declaró: 
Técnicas matemáticas avanzadas demostraron la presencia indiscutible de caos en esta red alimenticia... la predicción a corto plazo es posible, pero la predicción a largo plazo no lo es.

## Intervención humana
Aunque algunas organizaciones conservacionistas argumentan que la actividad humana es incompatible con un ecosistema equilibrado, hay numerosos ejemplos en la historia que demuestran que varios hábitats de hoy en día provienen de la actividad humana: "Algunas de las selvas tropicales de América Latina deben su existencia a la plantación de los seres humanos y el trasplante de ellos, mientras que la abundancia de animales de pastoreo en la Llanura del Serengeti de África se cree (por algunos ecologistas) que es en parte debido a incendios de origen humano establecido que crearon hábitats de sabana".
Posiblemente uno de los mejores ejemplos de un ecosistema modificado fundamentalmente por la actividad humana se puede observar como consecuencia de la práctica de "chaqueo de aborígenes australianos" . El legado de esta práctica durante largos períodos se ha traducido en bosques convertidos en pastizales capaces de sostener poblaciones más grandes de la fauna de rapaces, sobre todo en las regiones del norte y el oeste del continente. Así ha sido, a raíz del efecto de estas quemas regulares deliberadas, muchas especies de plantas y árboles de las regiones afectadas ahora se han adaptado completamente al régimen anual de incendios, ya que incluso requieren del paso de un incendio antes de que sus semillas germinen.[cita requerida]

## Continúa popularidad de la teoría
A pesar de ser desacreditada entre los ecologistas, la teoría se sostiene ampliamente que es verdad en la población en general; un informe escrito por la psicóloga Corinne Zimmerman de Universidad Estatal de Illinois y el ecologista Kim Cuddington de la Universidad de Ohio demostraron que al menos en el centro y occidente de América, la idea de "equilibrio de la naturaleza" es muy frecuente entre estudiantes de ciencias y la población estudiantil en general.